# Charterginus nevermanni
Charterginus nevermanni är en getingart som beskrevs av Joseph Charles Bequaert 1938.
Charterginus nevermanni ingår i släktet Charterginus och familjen getingar. Inga underarter finns listade i Catalogue of Life.